# Dangerous Woman
Dangerous Woman је трећи студијски албум америчке певачице Аријане Гранде, који је изашао 20, маја 2016. од стране Republic Records. Албум прати њен други студијски албум My Everything (2014), и садржи гостујуће вокале Ники Минаж, Лил Вејна, Мејси Греј и Фјучра. Албум је оригинално требало да се зове Moonlight и песма "Focus" је требало да буде претходећи сингл. Али касније име албума промењено је у Dangerous Woman и "Focus" је уклоњен са стандардног списка песама. Dangerous Woman је углавном поп и R&B албум, са изворима као што су денс-поп, диско, хаус, треп и реге жанрови.
Албум се нашао на другој позицији Билборд 200 листи, зарадивши 175.000 албум-еквивалентних копија током прве недеље, са 129.000 од обичних продаја. Албум представља њен први који се није нашао на врху листе у САД. Али је зато постао њен први албум који се нашао на врху листе у УК. Албум је такође освојио прво место у Аустралији, Бразилу, Италији, Ирској, Новом Зеланду, Шпанији и Тајвану, и нашао се на топ 10 позицијама у скоро свакој држави на којој се пласирао. 28. октобра 2016. Dangerous Woman добија платинумско признање од Америчког удружења дискографских кућа за комбиновану продају албума, на захтев аудије, пуштање спотова и продаја песама од 1 милион копија. Од 2018. албум је продао преко 2 милиона копија међународно. Албум садржи три топ двадесет синглова који су се нашли на листама у САД. Предводећи сингл "Dangerous Woman" изашао је 11. марта 2016. и нашао се на десетој, а касније на осмој позицији Билборд хот 100 листе. Други сингл, "Into You", постао је њен осми топ-двадесет хит и нашао се на тринаестом месту, док је трећи сингл, "Side to Side", постао први топ-пет сингл са албума, нашавши се на четвртој позицији. Сва три раније споменута сингла добила су платинумско признање у САД. Изашла су три промоционална сингла са албума: "Be Alright", "Let Me Love You" (са репером Лил Вејном) и "Jason's Song (Gave It Away)".
Албум је примио позитивне критике од стране критичара, нашавши се на неколико листа за најбољи албум за крај године. Добио је Греми номинацију за Најбољи поп вокални албум. Да би промовисала албум, Аријана се појавила на неколико додела награда на којима је отпевала неку од песама са албума. Такође је одржала концертну турнеју названу Dangerous Woman Tour, која је отпочела у фебруару 2017.